# Kamienica Chaima Bławata w Łodzi
Kamienica Chaima Bławata – budynek znajdujący się w Łodzi przy ulicy Piotrkowskiej 17.

## Historia
Według planu Filipa de Viebiga z 1823 w miejscu dzisiejszej kamienicy została wyznaczona szeroka działka, co było częścią tworzenia osady sukienniczej Nowe Miasto. Pod koniec lat 40. XIX w. w środkowej części działki stał drewniany, parterowy dom frontowy.
Pod koniec lat 60. XIX w. właścicielem posesji przy Piotrkowskiej 17 był Christian Krause. Wiadomo, że przed 1873 została tutaj wzniesiona dwupiętrowa kamienica, której budowę zlecił Chaim Bławat. Prowadził on tutaj skład przędzy wełnianej. Od lat 80. tereny należące do Bławata powiększyły się o działki przy ul. Zachodniej 275a (dzisiaj Zachodnia 66), gdzie w 1892 została wybudowana trzypiętrowa kamienica. W efekcie, rozległe podwórko zostało zamknięte budynkami z każdej strony. W 1896 do kamienicy przy Piotrkowskiej zostało dobudowane jedno piętro.
W latach 70. XIX w. w kamienicy funkcjonowała księgarnia („skład papieru, książek i nut”), a później również wydawnictwo, których właścicielem był Juliusz Cezar Richter. Od 1880 wydawnictwo publikowało coroczny kalendarz w języku niemieckim Lodzer Haus und Familien Kalender, od 1889 w języku polskim kalendarz Łodzianin, a w 1893 wydano dwujęzyczny przewodnik po Łodzi Führer durch Lodz. Putevoditel po Łodzi. W 1880, trzecią z kolei drukarnię żydowską, uruchomił Abram Majer. W 1882 lokal Richtera został sprzedany Ludwikowi Fischerowi, który otworzył tutaj swoją pierwszą księgarnię. Tego samego typu lokal prowadził tutaj od 1895 Gotfryd Berlach, a w latach 1902–1914 również Aron Jochelson. Od 1906 do 1914 znajdował się zakład fotograficzny Szmula Ferdmana pod nazwą „Bernardi”, a także zakład fotograficzny Mowszy Kaleckiego.
Kamienica przy Piotrkowskiej 17 jest także związana z Dziennikiem Łódzkim, pierwszą łódzką gazetą wydawaną w języku polskim. Od lipca 1885 do lipca 1888, redakcja, administracja i drukarnia gazety mieściły się w pomieszczeniach Hotelu Hamburskiego (później pod nazwą Imperial), funkcjonującego pod tym adresem.
12 maja 1891 Zjednoczone Towarzystwo Kupców Kiachtyńskich „Tsiń-Łun” otworzyło tutaj chiński sklep herbaciany. Zwracał on uwagę niezwykłym szyldem i kolorowym, widocznym z ulicy wnętrzem z licznymi znakami chińskimi; sprzedawcą był Czen-Wen-Juan – chińczyk z warkoczem, w oryginalnym stroju narodowym; 1 czerwca sklep rozpoczął także sprzedaż kawy i cze-su-cza (tkaniny z surowego jedwabiu)
Od sierpnia 1903 do 1907 na posesji funkcjonował przeniesiony z ul. Piotrkowskiej 21 kinoteatr „Urania” prowadzony przez Teodora Junoda (ojca Eugeniusza Bodo) i Eduarda Juliusa Vortheila, który w 1907 przeniesiono do nowego gmachu przy ul. Piotrkowskiej 32. Na posesję w 1908 przeniesiono pierwsze w Polsce stacjonarne kino – Teatr Żywych Fotografii (później m.in. pod nazwami Gabinet Iluzji, Biograf, Illusion). Założone w 1899 przez braci Władysława i Antoniego Krzemińskich kino mieściło się początkowo przy ul. Piotrkowskiej 120, aby po jakimś czasie przenieść się na Piotrkowską 17. Bracia używali do wyświetlania obrazów kupionego od braci Lumière kinematografu. Zakupili również od wynalazców kilka filmów, m.in. Wyjście robotników z fabryki Lumière w Lyonie.
Pod koniec XIX w. posesja przeszła w ręce Tadeusza i Konstantego Wernera, a także Bronisława Zielińskiego. Byli oni właścicielami przynajmniej przez kolejne 20 lat. W latach 1903–1904 przeprowadzono elektryfikację budynków przy Piotrkowskiej 17. W latach 1902–1903, w centralnej części podwórka, postawiono jednopiętrowy budynek z przeznaczeniem na zakład fotograficzny Eliasza Stumanna. Nie służył on jednak długo fotografowi, ponieważ ten zmarł w maju 1903. Oficynę wyburzono, zostawiając jednak istniejące do dzisiaj fundamenty.
Od 1906 pod tym adresem prowadzony był przez Szmula Ferdmana zakład fotograficzny „Bernardi”.

### Współcześnie
Posesja przy ul. Piotrkowskiej 17 nie została nigdy podzielona i stanowi jeden z niewielu przykładów szerokich działek, jakie były tworzone przez Rajmunda Rembielińskiego na odcinku od ul. Południowej (dzisiaj Rewolucji 1905/Próchnika) do ul. Dzielnej (dzisiaj Narutowicza/Zielona).
W podwórku kamienicy mieścił się klub Jazzga, który po dwunastoletniej działalności został zamknięty w 2012. Na jego miejscu powstała klubokawiarnia i antykwariat „Niebostan”.
Aktualnie pod tym adresem mieści się wiele lokali, poza ww. klubokawiarnią i antykwariatem „Niebostan” również m.in.: Urząd Pocztowy nr 8, Towarzystwo Przyjaciół Łodzi, Fundacja „Słonie na Balkonie”, Ogólnopolskie Stowarzyszenie Osób w Wieku Przedemerytalnym, Daniel Świrko – Fotograf, Spółdzielnia Pracy Lekarzy Specjalistów, Centrum Medyczne „Omega” czy Wydział Zarządu Lokali Miejskich.

#### Dawni właściciele
W 2013 właścicielami posesji byli obywatele Izraela, potomkowie ostatniego właściciela kamienicy – bracia Taub. Uzyskali oni prawo własności po wyroku sądu pierwszej instancji. W drugiej instancji Sąd Okręgowy w Łodzi orzekł o odzyskaniu przez magistrat połowy udziałów w nieruchomości.